# Yuko Arimori
Yuko Arimori (Okayama, 17 de dezembro de 1966) é uma maratonista japonesa detentora de duas medalhas olímpicas e Embaixadora da Boa Vontade do Fundo de População das Nações Unidas (UNFPA).
Depois de vencer a Maratona de Osaka em 1990 sendo praticamente uma desconhecida, ficou com a quarta colocação no Campeonato Mundial de Atletismo de 1991, disputado em Tóquio, o que lhe valeu a classificação para Barcelona 1992. Selecionada para os Jogos, Arimori mudou-se, junto om seu técnico Yoshio Koide para Boulder, no estado de Colorado, Estados Unidos, cidade em altitude conhecida por ser um grande centro de treinamento para corredores de longa distância, onde chegou a correr mais de 1000 km por mês, percorrendo distâncias de até 50 km, na preparação para a maratona olímpica. Nos Jogos de Barcelona, conquistou a medalha de prata, a primeira japonesa a ganhar uma medalha no atletismo em Olimpíadas desde Amsterdã 1928. A prova, um duelo épico pelas ruas da cidade, teve a decisão mais apertada até então em Jogos, com Arimori chegando oito segundos atrás da medalhista de ouro, a russa Valentina Yegorova, correndo então pela Equipe Unificada da Comunidade dos Estados Independentes.
Dois anos depois, ela, que nasceu com uma luxação congênita numa articulação do pé, corrigida na infância com uma operação, precisou enfrentar nova operação em ambos os calcanhares, passando um ano fora de competições, apenas treinando novamente em Boulder, para onde havia se mudado para ter melhores condições de preparação. Voltou às pistas em 1995 vencendo a Maratona de Hokkaido no Japão, o que lhe deu novamente uma vaga na equipe olímpica.
Em Atlanta 1996, mais uma vez Arimori e Yegorova se enfrentaram, e a atleta japonesa conquistou uma segunda medalha olímpica, desta vez de bronze, novamente atrás de Yegorova, que ficou com a prata. Esta maratona foi vencida pela etíope Fatuma Roba. Em 1999 conseguiu o melhor tempo da carreira – 2:26.39 – na Maratona de Boston, onde ficou em terceiro lugar.
Ela foi a primeira mulher japonesa a receber o status de corredora profissional, concedido pela Federação Atlética Amadora do Japão, o órgão que regula o atletismo no país, logo após a conquista de sua segunda medalha em Atlanta. Em 1992 e 1996 foi eleita a Atleta do Ano no Japão.
Ela tentou conseguir a chance de ganhar uma terceira medalha em Sydney 2000 disputando a  seletiva japonesa na Maratona de Osaka, em janeiro de 2000 mas, por falta de treinamento apropriado desde sua corrida em Boston, ficou apenas em 9º lugar e fora da equipe olímpica. Sem conseguir participar dos Jogos, Arimori foi contratada como comentarista da maratona pelo canal de televisão Asahi TV. Em 24 de setembro de 2000, ao vivo dos estúdios da televisão, comentou a passagem da "coroa de rainha japonesa da maratona" para Naoko Takahashi, que naquele momento em Sydney se tornava a primeira campeã olímpica do Japão.
Em 2002 foi investida na função de Embaixadora da Boa Vontade do UNFPA, órgão das Nações Unidas que promove o direito de todo homem, mulher e criança a ter a uma vida com saúde e oportunidades iguais.
Em 2023 ela passou a integrar o comitê executivo da World Athletics e em junho de 2025 se tornou a primeira mulher a assumir a direção da Federação Japonesa de Atletismo (JAAF).

## Vida pessoal
Ídolo no Japão, a vida pessoal de Arimori entretanto enfrentou polêmica e escândalos no fim dos anos 90, por causa de seu casamento de surpresa com um professor norte-americano em 1998, Gabriel Wilson, enquanto estava vivendo nos Estados Unidos. O casamento durou menos de um mês, depois que seu marido declarou publicamente "ser gay" e estar falido, o que fez com que crescessem as especulações de que Arimori casou-se apenas para conseguir o green card, o visto de trabalho para estrangeiros nos EUA, com a intenção de correr em Sydney 2000 pelo país, principalmente depois que Wilson afirmou que ela e sua família já sabiam de sua tendência sexual. O casal viveu anos separado mas convivendo amigavelmente, divorciando-se por fax em 2011.